# تضيق المسال الدماغي

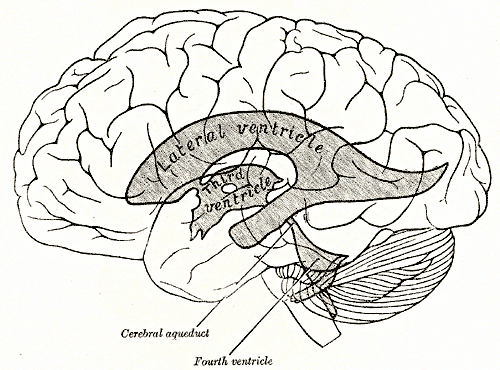

تضيق المسال الدماغي هو تضيق في مسال سلفيوس يمنع تدفق السائل الدماغي الشوكي (سي إس إف) في الجهاز البطيني، يمكن أن يؤدي الانسداد إلى حدوث استسقاء الدماغ. تضيق المسال الدماغي سبب شائع لاستسقاء الدماغ الخلقي و/أو استسقاء الدماغ الانسدادي.
مسال سلفيوس هو القناة التي تربط البطين الثالث بالبطين الرابع، وهو أضيق جزء في مسار السائل الدماغي الشوكي إذ يبلغ متوسط مساحة مقطعه العرضي 0.5 ميلليمتر مربع عند الأطفال و0.8 ميلليمتر مربع عند البالغين. المسال الدماغي هو المكان الأرجح لإعاقة مرور السائل الدماغي الشوكي في الجهاز البطيني بسبب صغر حجمه، ويزيد هذا الانسداد من حجم البطين لتعذّر تصريف السائل الدماغي الشوكي وعدم امتصاصه من النسج المحيطة بفاعلية. ستؤدي زيادة حجم البطينات إلى ارتفاع الضغط داخلها وزيادة الضغط في القشرة المخية وبالتالي دفعها باتجاه القحف، يمكن أن يعاني الشخص من تضيق المسال الدماغي لسنوات دون أي أعراض، ويمكن أن يؤدي حدوث الإصابات الدماغية الرضية أو النزف الدماغي أو الالتهاب إلى ظهور الأعراض فجأة وتفاقم الانسداد. 

## العلامات والأعراض
تتشابه الكثير من أعراض وعلامات تضيق المسال الدماغي مع أعراض وعلامات استسقاء الدماغ، وتشمل هذه الأعراض النموذجية: الصداع والغثيان والقياء والمشاكل المعرفية والنعاس ونوبات الصرع واضطرابات التوازن والمشي والشذوذات البصرية والسلس.
- يمكن أن ينتج الصداع عن ارتفاع الضغط داخل القحف الناجم عن انقطاع تدفق السائل الدماغي الشوكي، وتظهر الأعراض فجأة أحيانًا على هيئة «صداع قصف الرعد».[6]
- تظهر عند الأطفال مشاكل معرفية وتأخر نمو بدرجات متفاوتة من الخطورة، في تأخر النمو الخفيف، لا ينخفض النمو العصبي والحركي عن المعدل أكثر من انحرافين معياريين بالنسبة لعمر الطفل، بينما في تأخر النمو المتوسط، يكون الانخفاض أكبر من انحرافين معياريين، يمكن ألا يكون الطفل الذي يعاني من تأخر نمو شديد قادرًا على استخدام اللغة المنطوقة أو التحكم بحركاته أو التفاعل مع الآخرين ويمكن أن يتعمد إيذاء نفسه.[7]
- يمكن أن يتدهور مستوى وعي المريض أيضًا بمرور الوقت، ويمكن أن يؤدي ذلك إلى الغيبوبة أو الموت.
- تشمل الشذوذات البصرية المذكورة سابقًا «شلل التحديق للأعلى»، وفيه يجد الشخص صعوبة في النظر للأعلى.
- أُبلِغ عن ظهور الارتعاشات أيضًا، ولكنها ليست شائعة مثل الأعراض المذكورة سابقًا.

تشمل علامات تضيق المسال الدماغي غير تلك المذكورة في «أسباب التضيق»، وجود تضخم بالبطينات الثالث والجانبيان بينما يكون البطين الرابع أصغر، يدل هذا الاختلاف في حجم البطينات على انسداد في المسال الذي يقع بين البطينين الثالث والرابع، يعد تشوه الدماغ المتوسط عَرَضًا آخر من أعراض التضيق يمكن أن يكون شديدًا، ويحدث بسبب ممال الضغط الناتج عن انسداد المسال.

## الأسباب

### الضغط الورمي
في حالات تضيق المسال الدماغي الناجم عن ضغط ورمي، يتشكل ورم دماغي في منطقة الدماغ المتوسط، ويظهر تشريحيًا تحديدًا في الناحية الظهرية من الدماغ المتوسط على مستوى مسال سلفيوس، ينمو الورم ويمتد فيضغط على المسال حتى يسدّه في النهاية.

### المسال الضيق
تسمح طبيعة المسال الضيقة بأن ينسَد بسهولة أكبر، دون أن تكون له خصائص نسيجية غير طبيعية، وتكون البطينات مبطنة بخلايا ظهارية طبيعية. يمكن أن يكون التضيق عيبًا ولاديًا يؤدي إلى ما يُعرف بتضيق المسال الدماغي الخلقي، وتشمل العيوب التطورية التي يمكن أن تسبب هذه المشكلة، الانطواء المعيب للصفيحة العصبية الذي يؤدي إلى تضيق الأنبوب العصبي منذ الولادة.

### التشعب
يشير التشعب إلى مسال ينقسم إلى مسالات منفصلة متعددة نتيجة الاندماج غير الكامل للشق الناصف، يمكن أن تتصل هذه المسالات معًا مرة أخرى لتشكيل مسال واحد، أو تنتهي فجأة وتشكل طريقًا مسدودًا. تعيق هذه التشوهات الجريان الصفائحي للسائل الدماغي الشوكي في الجهاز البطيني، ما يمكن أن يجعل ضغط المسال على محيطه أقل من الانضغاط المطبَق عليه، ما يوقف تدفق السائل الدماغي الشوكي بفعالية ويغلق المسال. 

### تشكل حاجز
تؤدي عملية الفساد الدبقي العصبي إلى تشكل حاجز عبر المسال يسده بالكامل. تبدأ هذه الحالة بتشكل غشاء من الخلايا الدبقية عبر المسال، وأكثر الأماكن عرضة لوجود هذا الغشاء غير الطبيعي هي القسم القاصي والسفلي من المسال. يؤدي هذا الحاجز إلى تمدد جزء المسال الواقع فوقه بوجود كمية زائدة من السائل الدماغي الشوكي ويؤدي هذا بدوره إلى تطبيق ضغط أكبر على الخلايا في القسم العلوي، ويضاعف هذا الضغط المتزايد تأثير الفساد الدبقي العصبي كما يوضح المقطع التالي. 

### الفساد الدبقي العصبي
يبدأ المسال بالتضيق جزئيًا في هذه الحالة، ويزداد الضغط في البطين الثالث وتزداد سرعة السائل الدماغي الشوكي نتيجة زيادة إنتاجه بهدف استعادة مستوى التدفق الطبيعي والتعويض عن الانسداد الجزئي، وهذا بدوره يزيد من إجهاد القَص في المسال، ما يسبب زيادة في تلف الخلايا الظهارية المبطنة للبطين، فيحدث الفساد الدبقي العصبي وتكاثر الخلايا الدبقية. يؤدي هذا العدد المتزايد من الخلايا إلى تفاقم الانسداد، ما يستلزم المزيد من الضغط والسرعة ويسبب تفاقم دورة الفساد الدبقي العصبي. 

### حالات طبية أخرى
اكتُشف اضطراب وراثي يسمى «متلازمة بيكرز آدمز إدواردز» أو «استسقاء الدماغ المرتبط بالصبغي إكس»، وينتقل هذا المرض من الأم إلى الابن، ويحدث بسبب طفرة نقطية في المورثة المسؤولة عن التصاق الخلايا العصبية. يعاني معظم الذكور المصابين بهذا الاضطراب استسقاءَ الدماغ الشديد والإبهام المقرب والحركات التشنجية والمشاكل الفكرية، وتعاني الإناث المصابات الإبهام المقرب أو تدني مستوى الذكاء دون الطبيعي.
يمكن أن يؤدي التهاب السحايا الجرثومي أيضًا إلى انسداد دبقي في المسال. يمكن أن ينتج عن العدوى داخل الرحم أو في مرحلة الرضاعة تراكم الخلايا الدبقية وانسداد المسال.

## ارتباطه باستسقاء الدماغ
يُعتبر تضيق المسال الدماغي عمومًا مقدمة لاستسقاء الدماغ غير المتصل، ويؤدي انسداد المسال إلى تجمع السائل الدماغي الشوكي المُشاهد في استسقاء الدماغ، ومع ذلك، تجادل بعض الدراسات بأن حالات تضيق المسال الدماغي التي لا تنطوي على ورم في الدماغ، هي في الواقع نتيجة لاستسقاء الدماغ غير المتصل، وليست سببًا له. حين يعاني المريض استسقاء الدماغ غير المتصل. يتوسع البطينان الجانبيان والأجزاء المتوسطة من الفصين الصدغيين وتضغط على المسال، وينخفض الضغط داخل البطين الرابع نتيجة لذلك فينغلق المسال بإحكام أشد. ما يجعل تضيق المسال الدماغي نتيجة ثانوية لاستسقاء الدماغ، ويقدر أن %25  فقط من الذكور الذين يعانون من استسقاء الدماغ المرتبط بالصبغي إكس يحدث لديهم تضيق مسال دماغي، وهذا ما يدعم النظرية التي تقول إن التضيق ربما يكون عَرَضًا من أعراض استسقاء الدماغ. 